# Pachychalina schmidti
Pachychalina schmidti är en svampdjursart som beskrevs av William Lundbeck 1902. Pachychalina schmidti ingår i släktet Pachychalina och familjen Niphatidae. Inga underarter finns listade i Catalogue of Life.